# Jerzy Jabłoński (wicewojewoda)
Jerzy Antoni Jabłoński (ur. 7 stycznia 1942 w Ostrowcu Świętokrzyskim) – polski działacz partyjny i państwowy, w latach 1979–1980 wicewojewoda kielecki.

## Życiorys
Syn Stanisława i Heleny. Wstąpił do Polskiej Zjednoczonej Partii Robotniczej. W latach 1973–1974 był sekretarzem w Komitecie Miejskim PZPR w Ostrowcu Świętokrzyskim, a w latach 1979–1980 pełnił funkcję wicewojewody kieleckiego odpowiedzialnego za pion budownictwa i przemysłu. Od 1980 do 1982 pozostawał sekretarzem w Komitecie Wojewódzkim PZPR w Kielcach, następnie od 1983 kierował Wojewódzkim Przedsiębiorstwem Zaopatrzenia Drobnej Wytwórczości w Kielcach.